# Cuarzo Producciones
Cuarzo Producciones S.L. es una productora de televisión española creada en diciembre del 2000. La productora fue fundada por Ana Rosa Quintana, que en el año 2017 vende su paquete accionarial a Banijay Group haciéndose este con el 100% del capital de la compañía.

## Historia
En diciembre del 2000 se funda Cuarzo Producciones, un proyecto empresarial en el que confluyen diversos profesionales ligados al mundo audiovisual encabezados por Ana Rosa Quintana y que nace con la intención de entretener a los espectadores ofreciéndoles programas de calidad. Cuarzo es una de las principales productoras audiovisuales de televisión en España que cuenta con 10 años de experiencia y con más de 2000 horas de televisión emitidas al año.
La compañía está integrada por un grupo de profesionales del sector audiovisual (directores, guionistas, redactores, productores, etc.), que día a día se apasionan por generar nuevos proyectos con los que seguir sorprendiendo a los telespectadores. En enero de 2009, la productora liderada por la periodista y presentadora Ana Rosa Quintana y el Grupo Banijay Entertainment fusionan sus empresas convirtiéndose esta última en el socio local. Banijay es una multinacional liderada por el empresario Stéphane Courbit, que adquiere el 51% de la productora española. De esta manera, Cuarzo amplía la proyección internacional de sus formatos y fortalece su posición en el mercado español con la entrada del capital creativo del grupo internacional.
Entre 2009 y 2012 fue dirigida por el periodista Pedro Rodríguez Gómez.

## Producciones
Finalizadas:
- (1998 - 2004) Sabor a ti (Antena 3)
- (2002) Abierto al anochecer (Antena 3)
- (2005 - 2017) El programa de Ana Rosa (Telecinco)
- (2007 - 2008) A 3 bandas (Antena 3)
- (2007 - 2009) Herederos (La 1)
- (2008) VaLaNota (Telecinco)
- (2008 - 2009) Rojo y Negro (Telecinco)
- (2009) Vaya par (Antena 3)
- (2003 - 2011) ¿Dónde estás corazón? (Antena 3)
- (2011 - 2018) Cuarto milenio (Cuatro)
- (2011 - 2012) Sex Academy (Cuatro)
- (2011) Foto de familia (Antena 3)
- (2013) Se enciende la noche (Telecinco)
- (2012) Secretos y mentiras (Telecinco)
- (2012) Doble página (Telemadrid)
- (2012) Carmina (TV-Movie) (Telecinco)
- (2013 - 2014) ¡Mira quién salta! (Telecinco)
- (2014) El pueblo más divertido (La 1)
- (2011 - 2013) Un lloc al mon (Canal Nou)
- (2014 - 2015) Más Madrid (Telemadrid)
- (2015) Un tiempo nuevo (Cuatro)
- (2015 - 2017) Las Claves del Día (Telemadrid)
- (2016) ¡Eso lo hago yo! (La Sexta)
- (2016 - 2017) En el punto de mira (Cuatro)
- (2017 - 2022) Viva la vida (Telecinco)
- (2017) Fantastic Dúo (La 1)
- (2017) La línea roja (Telecinco)
- (2017 - 2022) Madrid directo (Telemadrid)
- (2017) Yo fui un asesino (DMAX)
- (2018 - 2021) Liarla Pardo (La Sexta)
- (2018 - 2023) ¿Te lo vas a comer? (La Sexta)
- (2018 - 2019) Carretera y manta (La Sexta)
- (2019 - 2020) Cantant al cotxe (À Punt)
- (2020) Celebrity School (À Punt)
- (2020) Animales nocturnos (Telecinco)
- (2022 - 2023) Hablando claro (La 1)
- (2023) La última noche (Telecinco)
- (2023) ¡Vaya vacaciones! (Telecinco)
- (2023) Falso amor (Netflix)
- (2023-2024) Así es la vida (Telecinco)

En emisión:
- (2020-act.) La isla de las tentaciones (Telecinco)
- (2021-act.) La Roca (La Sexta)
- (2024-act.) Supervivientes (Telecinco)
- (2024-act.) Supervivientes All Stars (Telecinco)
- (2024-act.) Los vecinos de la casa de al lado (Mitele Plus)
- (2025-act.) La noche de los récords (Telecinco)

Especiales:
- 22/02/2011; Caso Mari Luz: retrato de una obsesión (Telecinco)
- 05/01/2024; Homenaje a María Teresa Campos (La 1)